# Atletismo nos Jogos Pan-Americanos de 1987 - Salto com vara masculino
A prova do salto com vara masculino nos Jogos Pan-Americanos de 1987 foi realizada em 15 de agosto em Indianápolis, Estados Unidos.

## Medalhistas
| Ouro                          | Prata                 | Bronze                         |
| Mike Tully USA Estados Unidos | Rubén Camino CUB Cuba | Scott Davis USA Estados Unidos |

## Resultados
| Posição           | Nome               | Nacionalidade      | Marca | Notas |
| ----------------- | ------------------ | ------------------ | ----- | ----- |
| Medalha de ouro   | Mike Tully         | USA Estados Unidos | 5.71  | PR    |
| Medalha de prata  | Rubén Camino       | CUB Cuba           | 5.50  | NR    |
| Medalha de bronze | Scott Davis        | USA Estados Unidos | 5.30  |       |
| 4                 | Oscar Veit         | ARG Argentina      | 4.90  |       |
| 5                 | Miguel Saldarriaga | COL Colômbia       | 4.70  |       |
| 6                 | Fernando Pastoriza | ARG Argentina      | 4.60  |       |
| 7                 | Rob Ferguson       | CAN Canadá         | NM    | [ 2 ] |